# 幼児虐殺 (レーニ)
『幼児虐殺』（ようじぎゃくさつ、伊: Strage degli innocenti、英: Massacre of the Innocents）は、17世紀イタリア・バロック期の巨匠グイド・レーニが1611年にキャンバス上に油彩で制作した絵画である。新約聖書』中の「マタイによる福音書」 (2章13-14) に記述されている幼児虐殺を主題としている。ボローニャのサン・ドメニコ教会 のために描かれたが、現在はボローニャ国立絵画館所蔵されている。17世紀初期イタリア絵画の頂点を示す傑作の1つである。

## 作品
「マタイによる福音書」によれば、イエス・キリストの誕生を知った東方三博士 (マギ) はヘロデ大王に謁見し、「ユダヤの王となる方はどこにいらっしゃるのですか」と尋ねた。ヘロデは子供がいなかったので、ユダヤ人の王となる存在の脅威から自身を守るためにベツレヘムの新生児を虐殺する命を下した。これが幼児虐殺である。
画面には剣を握っている2人の兵士がおり、1人は喚いている女性に襲いかかっている姿が背後から表され、もう1人は跪いて、子供たちといっしょにいる母親たちを襲っている。母親たちは異なる方法で反応している。1人は叫び、髪の毛を掴んでいる兵士から逃げようとし、もう1人は子供を抱きながら、右側へ逃げている。画面下部左側にいる1人は子供を肩に抱えている。別の1人は左手で兵士を制御しようとし、跪いている女性はすでに殺された子供たちの上で天に向かって祈っている。
絵画の主題はレーニに劇的な場面を描く機会を与えており、画家にとっては異例の暴力を表す光景となっている。しかし、残虐性は明瞭で輝かしい寒色の色彩、および調和のとれた構図によってやわらげられている。幼児虐殺の絵画には異例の縦長の画面、とりわけ左右対称の人物像による構成は、レーニが特殊な構図法に関心を持っていたことを示唆する。
暗色の重厚な建物のある、光に照らされた光景の中に、8人の大人と、勝利を示すヤシの葉を持つ天使も含め8人の子供が巧みに配置されている。画家は求心的な動きと遠心分離的な動きとの間に均衡を達成しつつ、それらを静的な画面構成の中に統合しようとしたのである。構図は均衡に加え、リズミカルな仕草にもとづいており、それは特に2人の兵士の上向きに交差し、ピラミッド型を形成する腕に見て取れる。画面には一連の出来事が同時に示されているが、それぞれの要素が続く要素に慎重に反映され、古典的な構成となっている。
かくして、本作は理想化されており、同時代の巨匠カラヴァッジョの作品に見られるような真の恐怖の感覚が欠如したものとなっている。レーニはローマに滞在していた1601-1614年の間、ほかの多くの画家たちと同様にカラヴァッジョに影響を受けたが、本作は古典的な秩序、伝統的構図、優雅な形態表現、写実的描写への無関心を表し、カラヴァッジョから受けた影響の終わりが示されている。この時期、レーニは古代美術とラファエロ、コレッジョの作品を拠り所としたのである。
なお、レーニと同時代のジャンバッティスタ・マリーノによる短編詩は、このように残虐な出来事の描写がどうして美しい芸術といえるのか問うている。
血塗れの子供たちの群衆があなたを生き返らせる間に、あなたが彼らに新しい死を与えることがわからないのでしょうか。優しい職人は知っています。残虐さの中においても、あなたは知っています。悲劇的な出来事は親愛なる光景でもあることを。そして、恐怖は喜びを携えていくのです。